# Каркету (Ділі)
Футбольний клуб Каркету Ділі (порт. Karketu Dili Futebol Clube) — східнотиморський футбольний клуб з міста Ділі, який виступає в Першому дивізіоні Ліги Амадора, найвищій національній лізі, з моменту її заснування в 2016 році. Клуб уперше виграв чемпіонат країни в 2017 році, набравши загалом у чемпіонаті 28 очок, на 3 більше за срібного призера «Понте-Леште». У 2018 році команда стала срібним призером чемпіонату Східного Тимору. Клуб тричі виграв чемпіонат країни та один раз Суперкубок Східного Тимору.

## Історія
У 2019 році «Каркету» запросив колишнього тренера індонезійського клубу «Персіба Балікпапан» Харіяді стати новим головним тренером команди. Він замінив Антоніу Тімотіу після слабкого початку сезону команди, після чого заявив, що його головна мета — привести команду до кращих результатів.

## Титули і досягнення
- Переможець Першого дивізіону Ліги Амадора: 2017, 2021, 2023
- Володар Суперкубка Східного Тимору: 2017